# ساتورو هیگاشی
ساتورو هیگاشی (انگلیسی: Satoru Higashi؛ زادهٔ ۱۸ ژوئیهٔ ۱۹۶۳) بوکسور اهل ژاپن بود.